# The Binge
The Binge (The Binge) è un film del 2020 diretto da Jeremy Garelick.

## Trama
In un futuro non molto lontano, tutti gli alcolici e le droghe sono stati resi completamente illegali dal governo, ad eccezione di una notte all'anno. Gli studenti dell'ultimo anno delle superiori Griffin, Hags e Andrew fanno un pellegrinaggio per arrivare alla festa migliore in città, in cui si avvereranno tutti i loro sogni. Certo, dovranno evitare il loro preside pazzo (Vince Vaughn), dei fratelli violenti e degli animali selvaggi che vagano per le strade, ma fa tutto parte del divertimento. La loro amicizia verrà messa alla prova, le loro vite amorose saranno scosse e i loro cervelli saranno completamente strapazzati. Una cosa è certa, la vita di nessuno sarà mai più la stessa dopo aver partecipato a The Binge.

## Produzione
Nel settembre 2019, è stato annunciato che Skyler Gisondo, Eduardo Franco, Dexter Darden, Vince Vaughn, Grace Van Dien e Zainne Saleh si erano uniti al cast del film, con Jeremy Garelick alla regia da una sceneggiatura di Jordan VanDina, con una produzione di LD Entertainment e American High e distribuzione di Hulu.
Le riprese principali del film si sono svolte a New York.

## Promozione
Il trailer ufficiale del film è stato pubblicato sul canale YouTube di Hulu il 18 agosto 2020.

## Distribuzione
Negli Stati Uniti il film è stato distribuito da Hulu a partire dal 28 agosto 2020, mentre in Italia è stato distribuito con due anni di ritardo, venerdì 2 dicembre 2022 in streaming sulla piattaforma Disney+.

## Sequel
Il film ha avuto un seguito, It's a Wonderful Binge (2022).